# 林肯 (密蘇里州)
林肯（英語：Lincoln）是位於美國密蘇里州本頓縣的城市。

## 人口
根據2020年美國人口普查的數據，林肯的面積為2.55平方千米，當中陸地面積為2.46平方千米，而水域面積為0.09平方千米。當地共有人口1144人，而人口密度為每平方千米449人。